# Шалва Дадиани
Шалва Дадиани (на грузински: შალვა დადიანი) е грузински писател, драматург, актьор и режисьор.
Роден е на 21 май (9 май стар стил) 1874 година в Зестапони в семейството на писателя Нико Дадиани от големия мегрелски княжески род Дадиани, глава на който е от 1919 година. От ранна възраст публикува стихове и разкази, а през 1893 година основава с Ладо Алекси-Месхишвили пътуващ театър, в който през следващите години изиграва над 200 роли и за който пише множество пиеси, често с радикално политическо съдържание. Автор е и на известен исторически роман, посветен на Юрий Боголюбски. Първоначално дистанциран от комунистическия режим, през 1945 година става член на Комунистическата партия, а през следващите години пише хвалебствени текстове за диктатора Йосиф Сталин.
Шалва Дадиани умира на 15 март 1959 година в Тбилиси и е погребан в Пантеона „Мтацминда“.